# Umito Kirchwehm
Umito Kirchwehm (Friburgo in Brisgovia, 17 giugno 2000) è uno snowboarder tedesco.

## Biografia
Originario di Friburgo in Brisgovia Umito Kirchwehm è specializzato nello snowboard cross, Tiarn Collins ha esordito a livello internazionale il 28 novembre 2015 in una gara junior a Pitztal, classificandosi 51⁰. Il 13 dicembre 2019 ha debuttato in Coppa del Mondo, arrivando 50⁰ a Montafon. Nella stessa località, il 10 dicembre 2021 ha ottenuto il suo primo podio nel masso circuito, chiudendo al terzo posto nella gara vinta dall'austriaco Alessandro Hämmerle.
In carriera ha preso parte a un'edizione dei Giochi olimpici invernali e una dei Campionati mondiali di snowboard.

## Palmarès

### Coppa del Mondo
- Miglior piazzamento nella Coppa del Mondo di snowboard cross: 24° nel 2022
- 1 podio:
  - 1 terzo posto